# 岸和田市立東葛城小学校
岸和田市立東葛城小学校（きしわだしりつ ひがしかつらぎしょうがっこう）は、大阪府岸和田市にある公立小学校である。2012年（平成24年）現在の児童数は77名である。

## 沿革
- 1872年（明治5年）6月1日 - 泉州第38小学校創立。
- 1875年（明治8年）5月1日 - 河合小学校と改称。
- 1888年（明治21年）3月17日 - 河合簡易小学校と改称。
- 1893年（明治26年）4月1日 - 泉南郡立河合小学校と改称。
- 1908年（明治41年）4月1日 - 泉南郡立東葛城小学校と改称。
- 1940年（昭和15年）6月1日 - 東葛城村が岸和田市に編入され、岸和田市立東葛城尋常小学校と改称。
- 1941年（昭和16年）4月1日 - 岸和田市立東葛城国民学校と改称。
- 1947年（昭和22年）4月1日 - 岸和田市立東葛城小学校と改称。

## 通学区域
- 河合町、相川町、神於町11番地 - 52番地、神於町、上白原町、塔原町[2]